# 煠寡麵

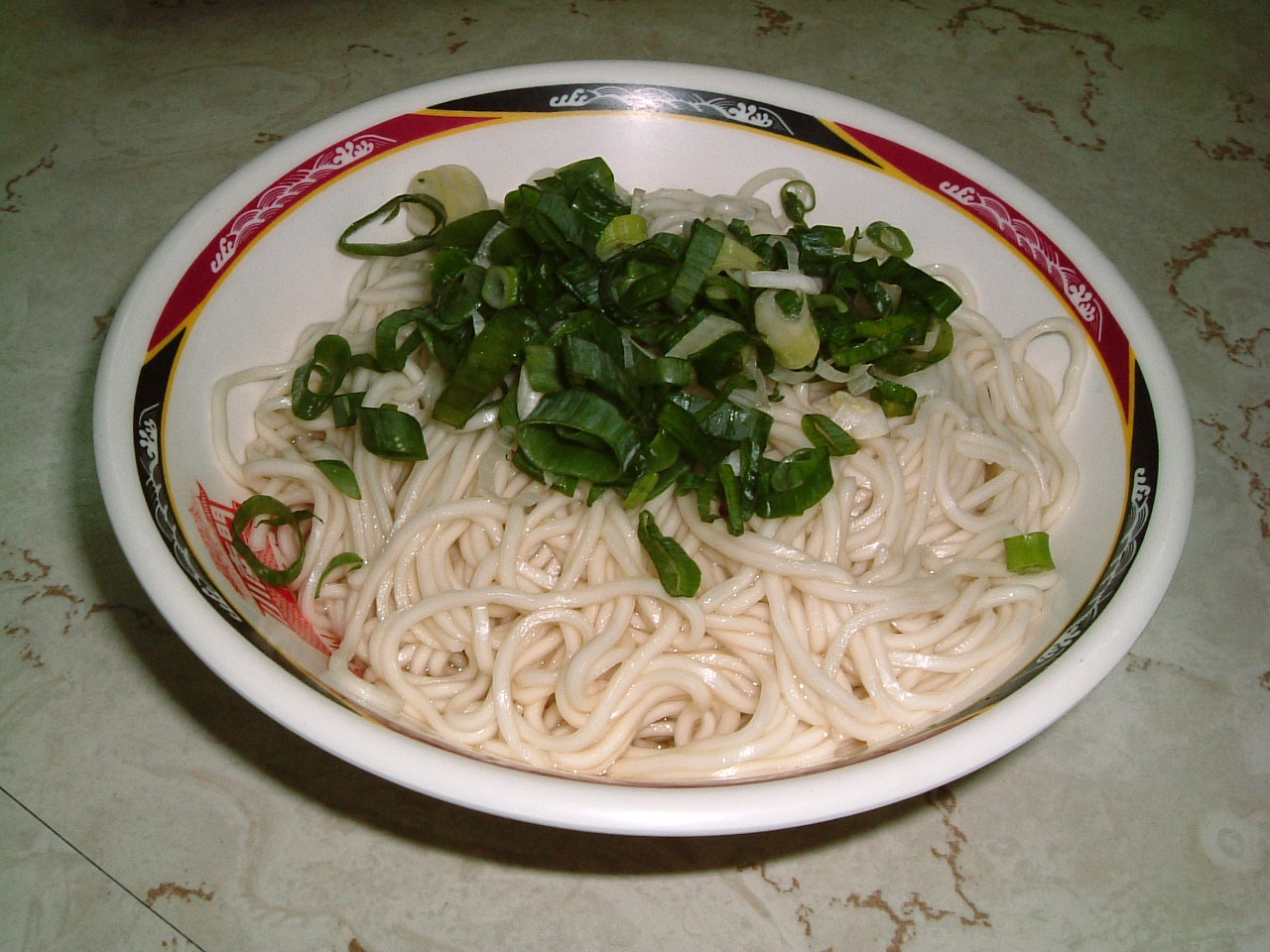
圖1：一碗未經加有調味料的「傻瓜麵」，僅加油與葱花，其餘調味料要請客人自行添加

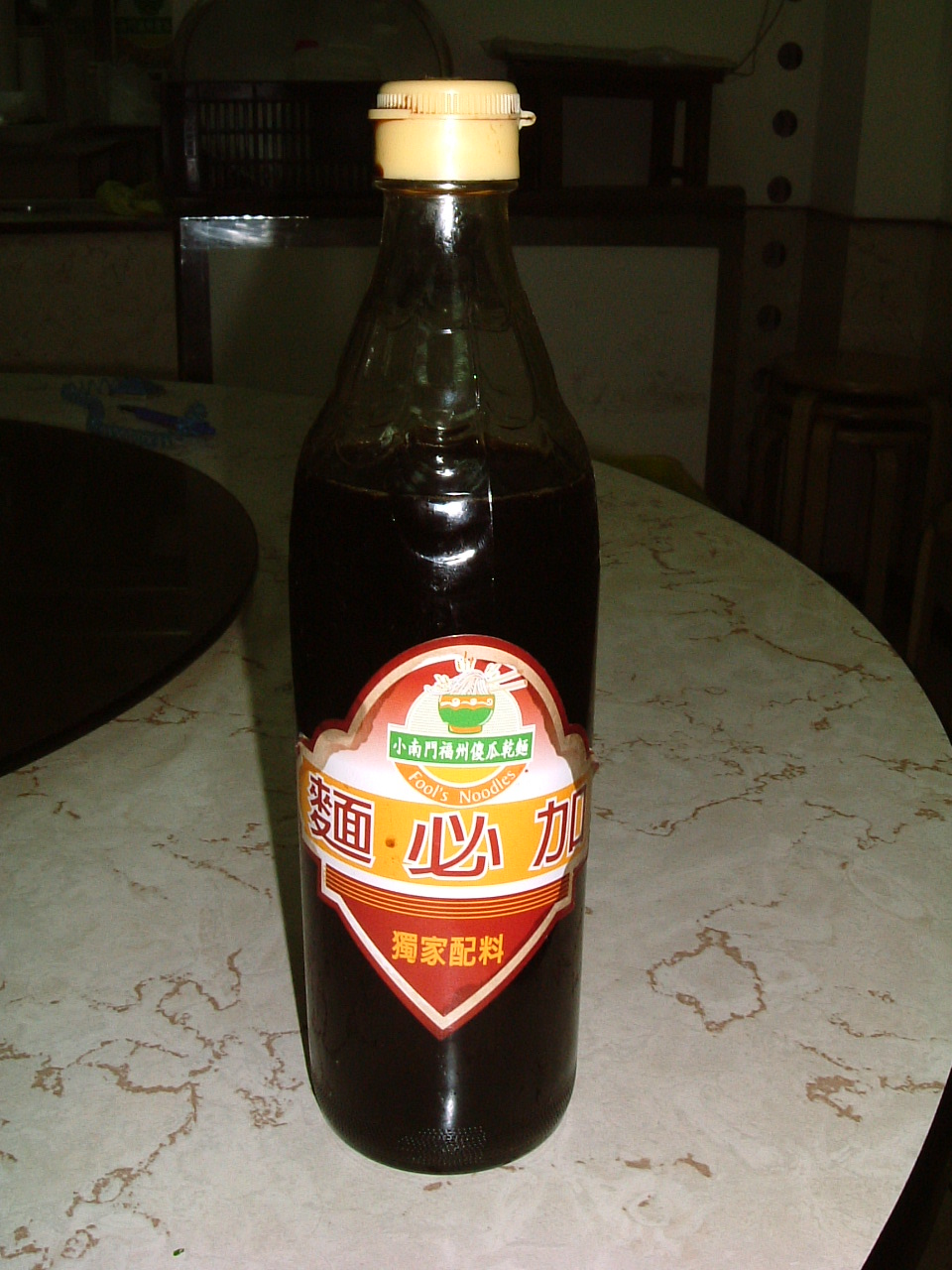
圖2：吃「傻瓜麵」必加的調味料 - 麵必加，主要成分是烏醋。當然要吃清淡，也可以不用加

煠寡麵（臺灣方音符號：煠寡麵），由於讀音相近亦誤作傻瓜麵，又稱作福州乾麵、福州麵，是流傳於台灣的麵食，其特色是只將煮熟後的麵條加上蔥花及油後，不加其餘調味料即可上桌，而顧客再依自己的喜好隨意加上醋、醬油、辣油等佐料。這種乾麵最早據說是在1950年代，由來自福州的榮民於台北市小南門一帶開店所製作，所以得到「福州乾麵」之名；雖然時至今日，台灣不少地方都用這個名稱稱呼這種簡單的麵食，但是說起傻瓜麵，人們還是很容易聯想到「小南門」。
雖冠名福州麵，但福建福州傳統上並無此麵食。只是個別商家的乾麵字號，其他乾麵各有各自名稱，並沒有如永和豆漿那般到處遍佈。

## 起源
關於傻瓜麵名稱的由來，版本眾多，當中不乏以訛傳訛的說法，諸如在麵店接受過的採訪所出現之：
1. 因為做法簡單，只有傻瓜才會點這麵。
2. 經營理念是任勞任怨的為每一位顧客服務，不求回報、只求付出，只有傻瓜才會去做這種事。

然而，根據考究「傻瓜麵」之名，事實上為福州人來臺灣開麵店時，臺灣客人以臺語請老闆燙點麵，因臺語的燙點麵音為煠寡麵（sa̍h kuá mī），進而取音近的傻瓜（shǎ guā）為名，所以從便將煠寡麵誤作傻瓜麵。
傻瓜麵在福州叫「拌麵」，並不叫福州乾麵。